# Саукэйвань

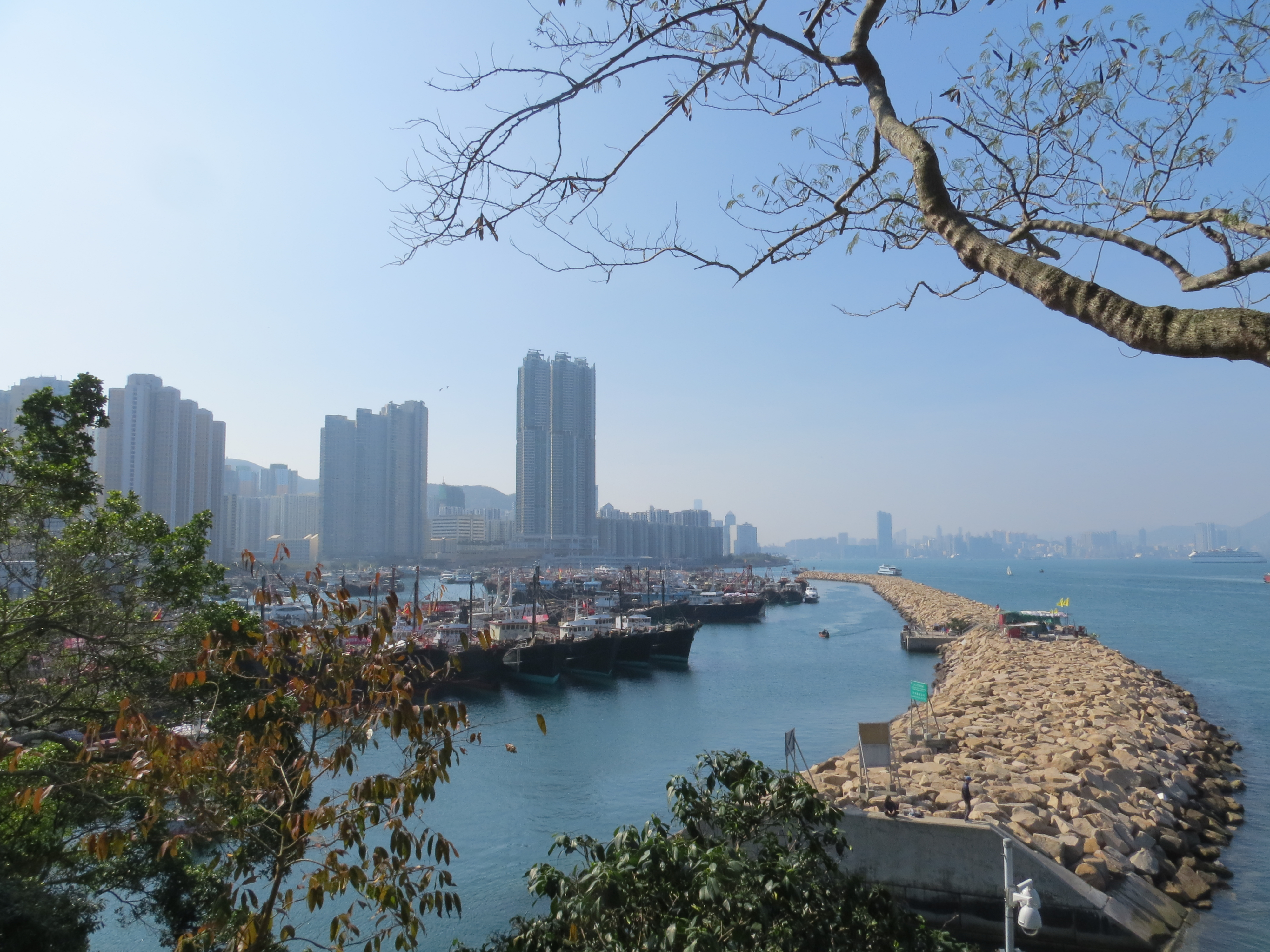
«Убежище от тайфунов» Саукэйвань

Саукэйвань? (иер. 筲箕灣, ютпх. saau1 gei1 waan1, кит.-рус. Шаоцзивань, англ. Shau Kei Wan) — гонконгский район, входящий в состав Восточного округа. Расположен на северо-восточном побережье острова Гонконг. Преимущественно плотно населённая жилая зона. Северо-восточная часть района известна как Акуннгам (A Kung Ngam, 阿公岩), а северо-западная — как Олдрич-Бэй (Aldrich Bay, 愛秩序灣).

## История

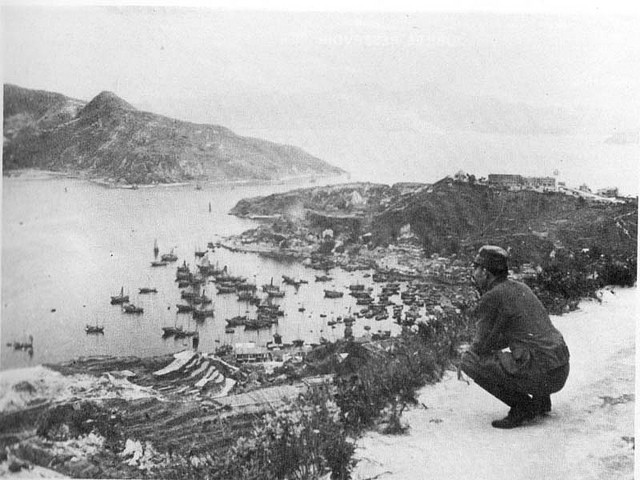
Генерал Танака на фоне залива Олдрич-Бэй

Ранее залив, на берегу которого расположен нынешний Саукэйвань, был известен как Ngor Yan Wan (餓人灣), или «гавань голодающих». Согласно преданию, здесь во время тайфуна укрывались суда, надеявшиеся пополнить запасы провизии и воды, но из-за отсутствия продуктов в заливе начался голод. По другой версии, в начале колониального периода с районом отсутствовало регулярное сообщение и здесь нередко возникали перебои с продуктами питания. Современное название Саукэйвань переводится с китайского как «гавань дуршлага» (по форме залива, похожего на этот предмет кухонной утвари; согласно другому преданию, в эпоху династии Южная Сун прибывший сюда чиновник уронил в воду дуршлаг со всеми своими семейными реликвиями).
Со временем название залива сменилось на Олдрич-Бэй (в честь британского майора Олдрича), а за поселением сохранилось название Саукэйвань. Здесь в лодках и на берегу жили рыбаки, ранее переселившиеся из деревни Чхайвань (часть из них занималась исключительно перевозкой пассажиров и грузов, особенно каменных блоков). В соседней деревне Акуннгам существовала каменоломня, где работали преимущественно выходцы из Хойчжоу и Чаочжоу (в большинстве своём хакка, строившие свои дома вдоль побережья).

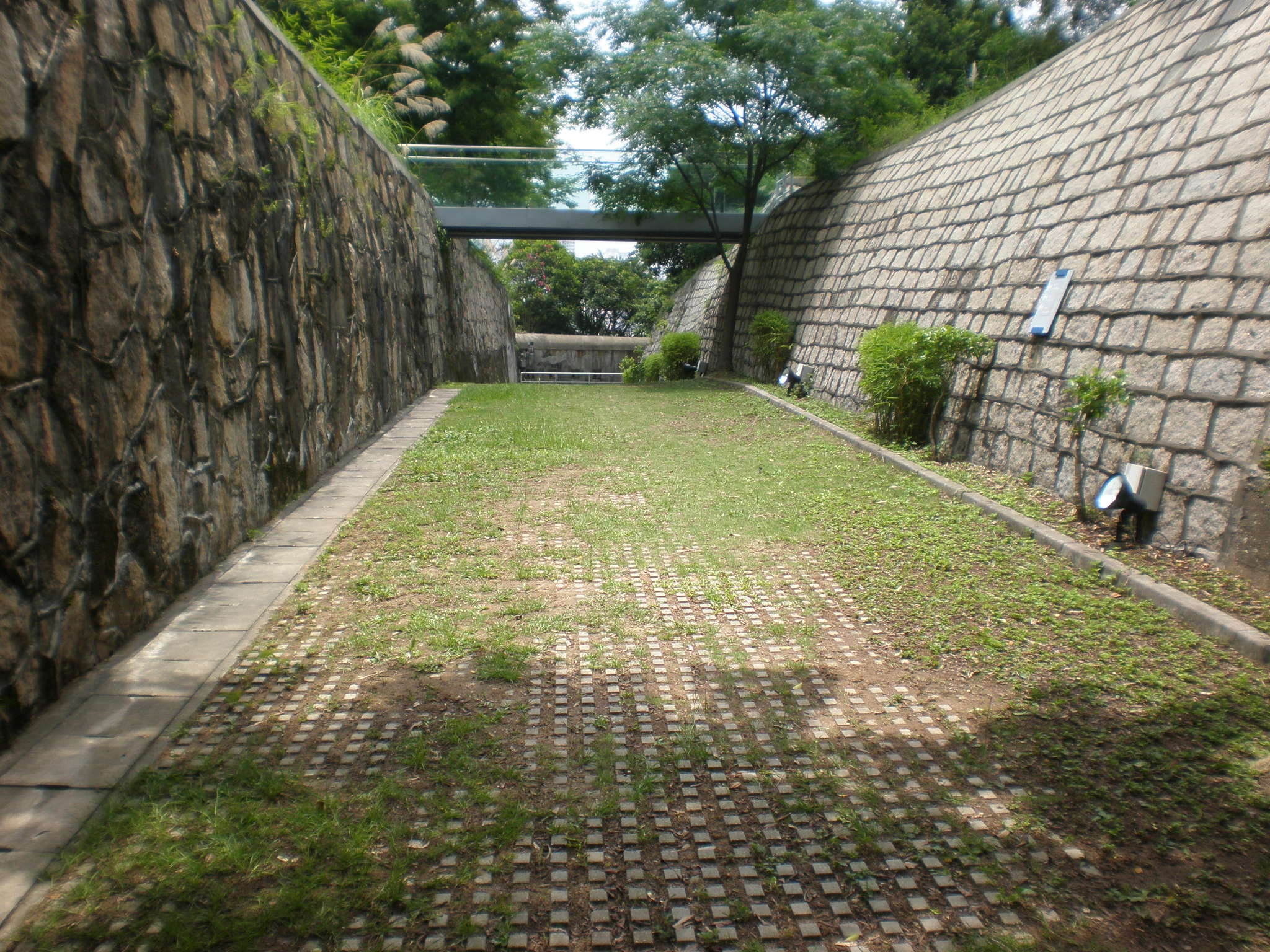
Форт Лэйюэмунь

К 1860 году колониальные власти, обеспокоенные разгулом пиратства в прибрежных водах, начали строить в районе Саукэйвань полицейские посты, прокладывать дороги, вести учёт местных жителей-китайцев. В 1887 году на берегу пролива Лэйюэмунь британцы построили мощный форт для защиты северо-восточного побережья острова Гонконг и морских коммуникаций. В 1904 году было открыто трамвайное сообщение между Саукэйвань и районом Норт-Пойнт. К 1911 году в Саукэйвань проживало около 7 тыс. человек, в 1920-х годах здесь стала развиваться промышленная зона с текстильными и швейными предприятиями.
В декабре 1941 года британский форт отразил несколько атак японцев, но вскоре был захвачен. В послевоенный период форт потерял своё стратегическое значение и был превращён в тренировочную базу британского гарнизона. Саукэйвань развивался как рыбный рынок, а окрестные холмы заняли трущобы, в которых селились беженцы из материкового Китая. В 1960-х годах правительство приступило к сносу трущоб, утилизации мусора и постройке дешёвых многоквартирных домов для расселения бедноты.
Дело продвигалось не слишком быстро, пока в 1975 году большой пожар не уничтожил обширные трущобы вокруг Олдрич-Бэй (в том числе дома на лодках). После этого власти стали разбивать бывшие трущобы на большие участки и строить на них жилые микрорайоны. Кроме того, значительные территории под застройку появились после закрытия старых промышленных предприятий (в том числе верфей в Акуннгам), а также были отвоёваны у моря путём насыпных работ. 31 октября 2005 года от сильного пожара пострадала деревня Акуннгам.

## География
На северо-западе Саукэйвань граничит с районом Сайваньхо, на юго-западе — с районом Тайтам, на юго-востоке — с районом Чхайвань, на севере и северо-востоке ограничен водами Олдрич-Бэй и бухты Виктория. В районе расположены променад Олдрич-Бэй, игровые площадки Олдрич-Бэй и Фэктори-стрит.

## Религия
Так как Саукэйвань в прошлом был рыбацкой деревней, здесь сохранилось множество древних храмов и святилищ, посвящённых морским божествам и духам природы. В районе находятся храм Тамкуна, построенный в 1905 году на месте древнего святилища, храм Синвон, основанный в 1877 году, храм Тхиньхау, основанный в 1873 году, храм Юквон, храм Чхёнфэй, а также гонконгская штаб-квартира Салезианских миссионеров, региональный центр Армии спасения, церковь Сунчань (Tsung Tsin, Цонгчинь или Чунчжэн), построенная в 1862 году местными хакка и базельскими миссионерами, церковь Святого Рождества и Капитанская церковь.

## Экономика
В районе расположены жилые комплексы Ming Wah Dai Ha (1962—1978), Yiu Tung Estate (1993), Tung Chun Court (1994), Tung Yuk Court (2000), Tung Shing Court (2000), Oi Tung Estate (2001), Aldrich Garden (2001). Главными торговыми центрами являются оптовый рыбный рынок Саукэйвань (второй по величине в Гонконге после Абердинского рынка), продуктовые рынки Саукэйвань и Олдрич-Бэй, уличный рынок на Камва-стрит, Yiu Tung Shopping Centre и Oi Tung Shopping Centre. Также в районе расположены штаб-квартира Sing Tao News Corporation, несколько типографий, очистительные сооружения, многочисленные магазины, рестораны, кафе и отделения банков.

## Транспорт
Главными транспортными артериями Саукэйвань являются улицы Айленд-истерн-коридор, Саукэйвань-роуд (переходящая в Чхайвань-роуд), Саукэйвань-мейн-стрит-ист и Ойинь-стрит. Через район пролегают трамвайные линии, а также широкая сеть автобусных маршрутов (в том числе и микроавтобусов). Имеются автобусный и трамвайный терминалы Саукэйвань, несколько стоянок такси. В районе расположена станция линии Айленд Гонконгского метрополитена Саукэйвань, открывшаяся в 1985 году. Имеется водное сообщение с некоторыми гонконгскими островами.

## Культура и образование

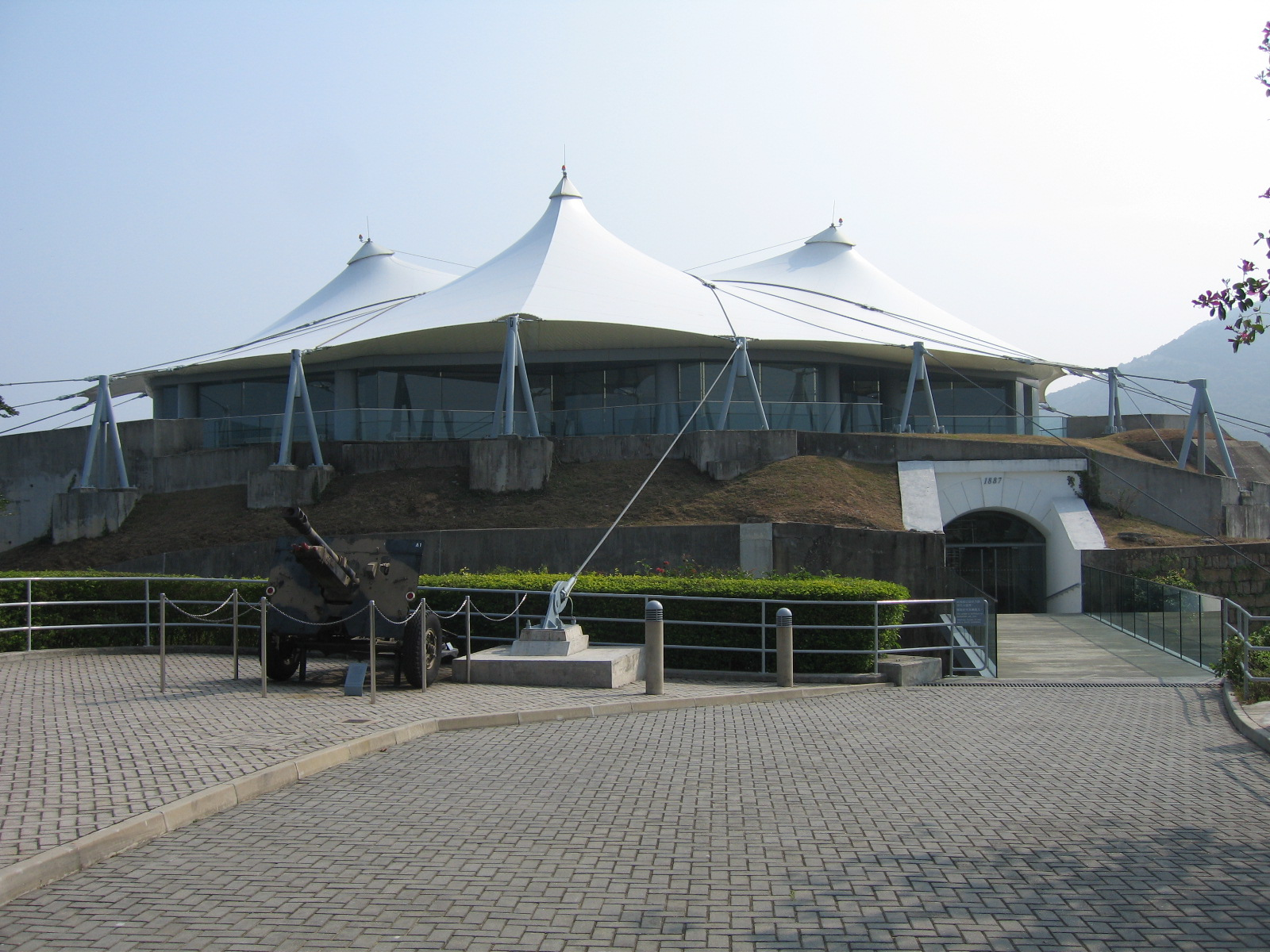
Гонконгский музей береговой обороны

Гонконгский музей береговой обороны базируется в бывшем британском форте, построенном на берегу пролива Лэйюэмунь (Лиюймэнь) в 1887 году для обороны восточных подступов к бухте Виктория. Экспозиция музея рассказывает о защите гонконгского побережья со времён династий Мин и Цин, во время китайско-британских Опиумных войн, японской оккупации и до наших дней.
В районе Саукэйвань находятся Гонконгская школа искусств, правительственная начальная школа Олдрич-Бэй, правительственные средние школы Саукэйвань и Саукэйвань Ист, христианские школы Святого Марка и Сунчань, католическая Салезианская английская школа, публичная библиотека Иутхун.

## Здравоохранение
В Саукэйвань находятся клиника Саукэйвань Жокей-клуба, медицинский центр Олдрич-Гарден и стоматологическая больница Яньчхай.

## Спорт
В частных жилых комплексах имеются плавательные бассейны, фитнес-центры, корты для тенниса и сквоша.